# Bitka pri Beaufortu
Bitka pri Beaufortu, znana tudi kot Bitka pri otoku Port Royal, se je odvila 3. februarja 1779 blizu Beauforta v Južni Karolini med ameriško revolucionarno vojno. Bitka se je zgodila nedolgo po tem, ko so britanske sile utrdile nadzor nad Savannahom v Georgiji, ki so jo zavzele decembra 1778.
Brigadni general Augustine Prevost je konec januarja 1779 poslal 200 britanskih redne vojske, da bi zavzeli otok Port Royal ob ustju reke Broad River v Južni Karolini. Generalmajor Benjamin Lincoln, ameriški poveljnik na jugu, je poslal brigadnega generala Južne Karoline Williama Moultrieja iz Purrysburga v Južni Karolini z mešano silo, sestavljeno predvsem iz milice, vendar z nekaj možmi kontinentalne armade, da bi se spopadel z britanskim napredovanjem. Bitka je bila neodločena, vendar so se Britanci umaknili prvi in utrpeli večje izgube kot Američani.